# Акименко, Михаил Сергеевич
Михаил Сергеевич Акименко (род. 6 декабря 1995 года, Прохладный) — российский легкоатлет, специализирующийся в прыжках в высоту. Серебряный призёр чемпионата мира 2019 года. Чемпион России в помещении 2019 года. 

## Карьера
В 2013 году стал бронзовым призёром чемпионата Европы среди юниоров.
Победитель чемпионата мира среди юниоров 2014 года с результатом 2,24 м.
В настоящее время живёт в Москве и выступает за СДЮШОР «Юность Москвы».
Приказом от 6 марта 2014 года ему присвоено звание «Мастер спорта России».
В 2019 году победил на чемпионате России в помещении с личным рекордом 2,30 м.
В июне 2019 года на турнире «Кубок Подмосковья» в Жуковском Михаил взял высоту 2,31 метра с первой попытки. Для него высота 2,31 м. является личным рекордом.

## Награды
- Почётная грамота Кабардино-Балкарской Республики (13 сентября 2021) — за заслуги в развитии спорта высших достижений